# Unique Local Address
Una dirección Unique Local Address (ULA), o Dirección Local Única es una dirección IPv6 del bloque fc00::/7, definida por el RFC 4193. Es lo que se conoce comúnmente como dirección de red privada. Estas direcciones están disponibles para su uso libre en redes privadas y no deben ser enrutables en el internet IPv6 global.

## Historia
Originalmente, en 1995, el RFC 1884 reservó el bloque fec0::/10 para direcciones tipo Site Local Address (dirección local de sitio), que podían ser usadas en redes privadas IPv6. Sin embargo, una definición insuficiente del término "sitio" llevó a confusiones sobre las reglas de routing resultantes. En septiembre de 2004, el RFC 3879 desestimó este rango y propuso otras soluciones a este problema.
Como consecuencia, en octubre de 2005, el RFC 4193 fue publicado, reservando el rango fc00::/7 para uso en redes IPv6 privadas, definiendo el término asociado Unique Local Address.

## Definición
El bloque de direcciones fc00::/7 está dividido en 2 grupos /8.
| bits  | 7       | 1 | 40        | 16              | 64                           |
| campo | prefijo | L | aleatorio | ID de la subred | identificador de la interfaz |

- EL bloque fc00::/8 no ha sido definido aún. Se ha propuesto que sea gestionado por una autoridad de reservas, pero esto no ha recibido aceptación por parte del IETF.[1][2][3] Este bloque también se usa por parte de la red mesh CJDNS.
- El bloque fd00::/8 está definido en conjuntos de prefijos /48, formados mediante el ajuste aleatorio de los 40 bits menos significativos. El RFC 4193 ofrece sugerencias para generar estos identificadores aleatorios en caso de que el usuario no tenga acceso a un buen generador de números aleatorios.

| Bloque RFC 4193 | Prefijo/L | ID Global (aleatoria) | ID de la subred | Número de direcciones en la subred |
| --------------- | --------- | --------------------- | --------------- | ---------------------------------- |
|                 | 48 bits   | 48 bits               | 16 bits         | 64 bits                            |
| fd00::/8        | fd        | xx:xxxx:xxxx          | yyyy            | 18446744073709551616               |

### Ejemplo
Al prefijo fd00::/8 se le añade una cadena aleatoria de 40 bits en hexadecimal, por ejemplo e48dba82e1.
Esta cadena se concatena al prefijo fd00::/8, formando el prefijo fde4:8dba:82e1::/48. Con este prefijo, 65.536 subredes de tamaño /64 están disponibles para la red privada:
- primera subred privada disponible: fde4:8dba:82e1::/64
- última subred privada disponible: fde4:8dba:82e1:ffff::/64

| Prefijo/L | ID Global (aleatorio) | ID de la subred | ID de la interfaz   | Dirección                               | Subred                   |
| --------- | --------------------- | --------------- | ------------------- | --------------------------------------- | ------------------------ |
| fd        | xx:xxxx:xxxx          | yyyy            | zzzz:zzzz:zzzz:zzzz | fdxx:xxxx:xxxx:yyyy:zzzz:zzzz:zzzz:zzzz | fdxx:xxxx:xxxx:yyyy::/64 |
| fd        | 12:3456:789a          | 0001            | 0000:0000:0000:0001 | fd12:3456:789a:1::1                     | fd12:3456:789a:1::/64    |

## Propiedades
Prefijos en el rango fd00::/8 tienen similares características a las direcciones IPv4 de  redes privadas.
- No están reservadas por ningún registro y pueden ser usadas en cualquier red sin prejuicio de otras redes exteriores.
- No hay garantías de que sean globalmente únicas.
- En servidores DNS, entradas con este direccionamiento no pueden ser delegadas (dominio ip6.arpa).

Como las direcciones fd00::/8 no están diseñadas para ser enrutadas fuera de su dominio administrativo (red local, sitio u organización), los administradores red interconectando estas
redes no necesitan preocuparse por la unicidad del prefijo aleatorio usado.
En caso de que distintas redes privadas acaben uniéndose por cualquier motivo, si el algoritmo de selección descrito en RFC 4193 fue usado, el riesgo de colisión de direcciones es extremadamente pequeño.

## Intentos de registro y asignación
SixXS intentó mantener una base de datos de registro voluntario para los prefijos fd00::/8 ULA para reducir el riesgo de que diferentes organizaciones utilicen prefijos idénticos. Cuando los servicios de SixXS se suspendieron el 6 de junio de 2017, la base de datos pasó a ser de solo lectura.
El 6 de diciembre de 2020, la empresa con sede en Suiza 'Ungleich' anunció que reactivaría el registro IPv6 ULA basado en la base de datos SixXS original, citando las demandas de los usuarios de un registro ULA.
Para el rango fc00::/8, se propusieron diferentes decisiones de diseño y se enviaron al IETF, intercambiando el riesgo de no unicidad por el requisito de que el rango sea administrado por una autoridad de asignación central. Sin embargo, tales intentos de estandarizar este rango no han resultado en una solicitud de comentarios.

## Más información
- IPv6
- Red privada